# Friidrottens väg

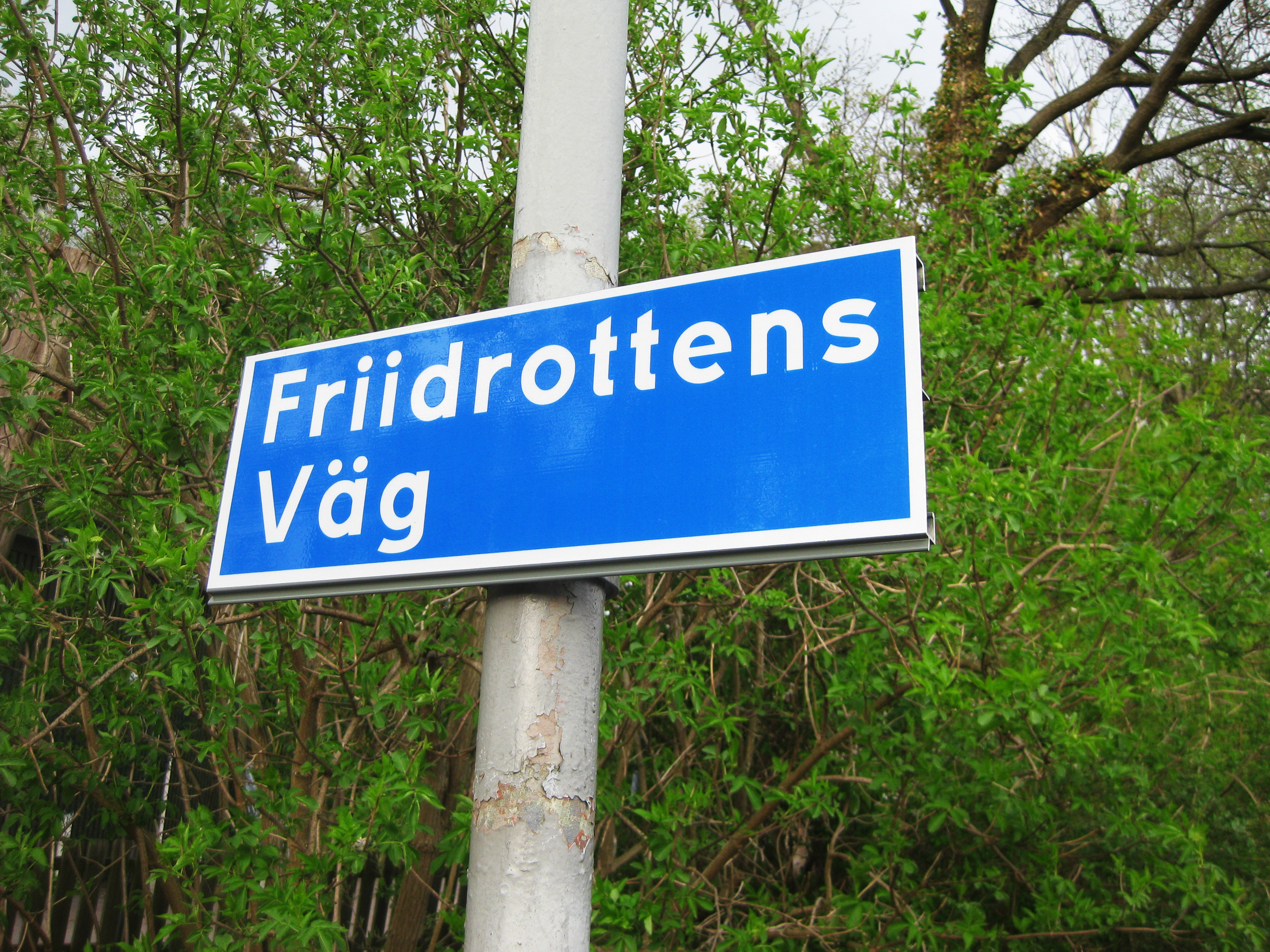

Friidrottens väg, tidigare Viljo Nousiainens Gångväg, är en gångväg vid Slottsskogsvallen i stadsdelen Kungsladugård i Göteborg. Vägen uppkallades 2004 efter den finländske högt ansedde höjdhoppstränaren Viljo Nousiainen, avliden 1999, som tränat bland andra Patrik Sjöberg, Yannick Tregaro, Stefan Holm, och trestegshopparen Christian Olsson mot stora framgångar på Slottskogsvallen.

## Namnbyte
Patrik Sjöberg avslöjade i sin självbiografi Det du aldrig såg (2011) att han blivit sexuellt utnyttjad av Nousiainen, som både var Sjöbergs tränare och styvfar. Efter att boken publicerats medgav även Yannick Tregaro och den norske höjdhopparen Christian Skaar Thomassen att de blivit utsatta för Nousiainens övergrepp. Efter dessa avslöjanden höjdes röster om att Viljo Nousiainens Gångväg borde byta namn.
Göteborgs kulturnämnd beslutade att namnberedningen skulle föreslå ett nytt namn på gångvägen, och i september 2011 beslutade man att vägen skulle byta namn till Friidrottens väg.